# 马里亚纳曼托瓦纳
马里亚纳曼托瓦纳（義大利語：Mariana Mantovana），是意大利曼托瓦省的一个市镇。总面积8平方公里，人口711人，人口密度88.9人/平方公里（2009年）。国家统计（ISTAT）代码为020032。